# Sally Raguib
Sally Raguib, née le 8 septembre 1996, est une judokate djiboutienne.

## Carrière
Sally Raguib évolue dans la catégorie des moins de 57 kg ; elle est médaillée de bronze aux Jeux panarabes de 2011. Elle est éliminée au deuxième tour des Jeux olympiques de 2012 par la Roumaine Corina Căprioriu.